# Parlamentswahl in der Republik Moldau 2025
Die Parlamentswahl in der Republik Moldau 2025 wird am 28. September 2025 stattfinden und das neue Parlament der Republik Moldau wählen.

## Ausgangslage
- BECS: 32
- PȘ: 6
- PAS: 63

Seit der Parlamentswahl in der Republik Moldau 2021 hat die liberale und pro-europäische Partidul Acțiune și Solidaritate (PAS) mit 63 von 101 Sitzen eine absolute Mehrheit inne. In der Opposition befinden sich die zentristische und prorussische Șor-Partei mit 6 Sitzen sowie die linksnationalistische und euroskeptische Fraktion des Kommunistischen und Sozialistischen Wahlbündnisses (BECS), dem Abgeordnete des Partidul Socialiștilor din Republica Moldova (PSRM) und des Partidul Comuniștilor din Republica Moldova (PCRM) angehören, mit 32 Sitzen.
Das Referendum über die Mitgliedschaft der Republik Moldau in der Europäischen Union 2024 ergab, dass der EU-Beitritt als Staatsziel in die moldauischen Verfassung aufgenommen werden soll. Bei der zeitgleichen Präsidentschaftswahl in der Republik Moldau 2024 setzte sich Maia Sandu (PAS) im zweiten Wahlgang knapp gegenüber Alexandr Stoianoglo (PSRM) durch. Bei beiden Abstimmungen gab es Berichte über eine massive Einflussnahme aus Russland, beispielsweise durch Stimmenkauf.
Die Șor-Partei war von 2023 bis 2024 neun Monate lang verboten, was das moldauische Verfassungsgericht jedoch für ungültig erklärte. Gegen den Parteivorsitzenden Ilan Șor liefen zur Zeit der Wahl 2025 zahlreiche Ermittlungsverfahren wegen illegaler Finanzgeschäfte, weswegen er sich im Ausland der Strafverfolgung entzieht. Zudem ist er seit 2023 mit EU-Sanktionen belegt.
Während der Wahl dauert im Nachbarland Ukraine der Russisch-Ukrainische Krieg an. Die Republik Moldau wird als mögliches Angriffsziel Russlands bewertet. Moldau ist dazu durch zwei innere Konflikte geprägt: Zum einen sieht sich Transnistrien als unabhängiger Staat an, es sind dort 1.200 russische Soldaten und etliche sowjetische Waffen stationiert. Im Jahr 2024 hatte Transnistrien ein „Hilfegesuch“ an Russland übermittelt, das an den Vorlauf der russischen Annexion der Süd- und Ostukraine im Jahr 2022 erinnerte. Zum anderen gibt es in Gagausien separatistische Bestrebungen. Beide Konflikte werden von der russischen Regierung angeheizt. Russland stellte zum 1. Januar 2025 die günstigen Gaslieferungen an Transnistrien ein, weswegen nach zahlreichen Stromausfällen die transnistrische Regierung einen Notstand ausrief.
Am 4. Juli 2025 fand ein Gipfeltreffen zwischen der Europäischen Union und der Republik Moldau in Chișinău statt, das zu den EU-Beitrittsverhandlungen zählte. Das Treffen wurde ebenfalls als Zeichensetzung im Vorwahlkampf wahrgenommen.

## Wahlrecht
Die Parlamentswahl ist allgemein, gleich, direkt, geheim und frei. Ausgeschlossen sind alle Menschen unter 18 Jahren, Wehrdienstleistende sowie Menschen, die ihr Wahlrecht verwirkt haben. Die Zentrale Wahlkommission stellte am 1. Juli 2025 das Wählerverzeichnis mit 3.297.596 Wahlberechtigten fest. Wahlkampfspenden sind nur begrenzt erlaubt. Die Wahl findet in einem Wahlgang als Listenwahl und Verhältniswahl statt. Die Sperrklausel, also den Mindestanteil an Stimmen, um ins Parlament einzuziehen, beträgt für Parteien 5 Prozent der Stimmen, für Wahlbündnisse mehrerer Parteien 7 Prozent und für Einzelkandidaturen 2 Prozent. Die zuständige Behörde ist die Zentrale Wahlkommission der Republik Moldau.

## Parteien und Kandidaturen
Die Zentrale Wahlkommission hat bislang keine Entscheidung über die Zulassung von Parteien und Einzelbewerbern zur Wahl beschlossen (Stand: 4. Juli 2025).
Es wird erwartet, dass die zurzeit im Parlament vertretenen Parteien PAS sowie das Wahlbündnis BECS wieder antreten. Nach ersten Spekulationen wurde bekanntgegeben, dass neben den Sozialisten und Kommunisten auch die Parteien Viitorul Moldovei (PVM) des früheren Regierungschefs Vasile Tarlev und Inima Moldovei (PRIM) der früheren Gouverneurin Gagausiens Irina Vlah als Teil von BECS antreten. Außerdem wird erwartet, dass das neue Wahlbündnis Alternative des Chișinăuer Bürgermeisters Ion Ceban  antreten wird. Die Partei ȘOR wurde nach einem mittlerweile aufgehobenen Verbot durch den Block Victorie abgelöst, dessen Registrierung allerdings von der Zentralen Wahlkommission abgelehnt wurde.

## Umfragen vor der Wahl

LOESS-Diagramm der Wahlumfragen zur Präsidentschaftswahl in der Republik Moldau 2025 seit dem 11. Juli 2021

## Desinformation vor den Wahlen
Im Frühjahr 2025 verbreiteten sich nach Angaben der Organisation NewsGuard gefälschte Nachrichtenvideos und -berichte mit Moldau-Bezug in den sozialen Medien, insbesondere bei Telegram. In den aufgedeckten Falschbehauptungen über Moldau wurden insgesamt 23 seriöse Medienunternehmen in gefälschten Videos und Artikeln nachgeahmt – darunter die BBC, Euronews oder The Economist. Nach Angaben von NewsGuard ist Russland für die Desinformationskampagne verantwortlich. Ziel sei demnach, die pro-europäische Regierung des Landes vor den bevorstehenden Parlamentswahlen zu diskreditieren und damit die Wähler bei ihren Wahlentscheidungen zu beeinflussen.